# مغالطات القياس
المغالطات المنطقية أو القياس (بالإنجليزية: القياس المنطقي القاطع)‏ هي مغالطات رسمية تحدث في القياس المنطقي . تشمل أو :
أي نوع من القياس المنطقي (بخلاف تعدد المعاني والفصل):
- مغالطة من أربعة شروط

تحدث في القياس المنطقي القاطع
1- المتعلقة بالمبنى الإيجابي أو السلبي:
- الاستنتاج الإيجابي من فرضية سلبية
- مغالطة المباني الحصرية

2- الاستنتاج السلبي من المقدمات الإيجابية:
- مغالطة وجودية
- مغالطة الوسط غير الموزع
- التخصص غير المشروع
- قاصر غير مشروع
- مغالطة الضرورة

3- تحدث في القياس المنطقي المنفصل :
- مؤكدا انفصال

4- تحدث في القياس الإحصائي ( ديكتو بسيط مغالطات):
- حادثة
- حادث معكوس

## أنظر أيضا
- نظرية الجدال
- قياس (منطق) § Syllogistic fallacies